# Fábio Luís Ramim
Fábio Luís Ramim (San Paolo, 10 aprile 1981) è un ex calciatore brasiliano naturalizzato azero, di ruolo centrocampista.

## Carriera

### Club
Dopo aver giocato con varie squadre di club, nel 2008 si trasferisce al Baku.

### Nazionale
Conta numerose presenze con la Nazionale azera.

## Palmarès
- Campionato Azero: 1

FK Baku: 2008-2009
- Coppa d'Azerbaigian: 2

FK Baku: 2009-2010, 2011-2012